# António Pessoa Arco Verde
António Pessoa Arco Verde nasceu nos princípios do século XVII e morreu em 1692.
Índio tabairé, pertenceu ao terço de Dom António Filipe Camarão e bateu-se heroicamente no reduto de Capibaribe, na tomada da Casa Forte.   Em 1683 conquistou o posto de capitão-mor (Capitão de infantaria do terço dos índios) e governador dos índios das aldeias de Pernambuco. Distinguiu-se também na Guerra dos Palmares. 